# Hervido

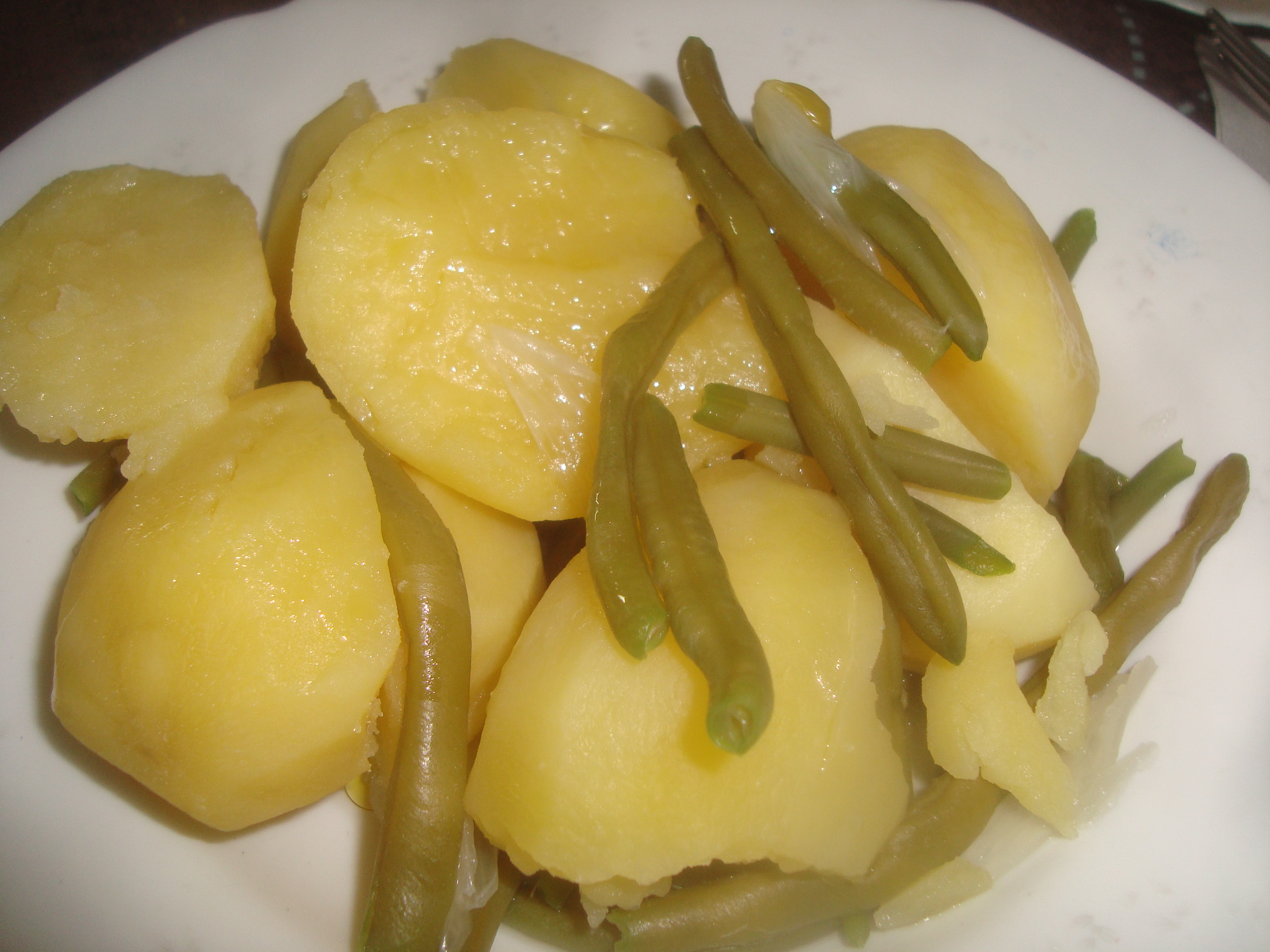
Hervido de patatas y judías verdes. "Bullit" o "bollit", plato popular valenciano.

En Venezuela y Colombia la palabra hervido hace referencia al sancocho.
El hervido (bollit en valenciano) o "hervido valenciano" es un plato típico de la Comunidad Valenciana (España). Es un plato muy sencillo que se suele tomar como cena. Consiste en patatas, zanahoria con diferentes verduras, generalmente judías verdes, acelgas y cebolla aunque también puede incluir brocoli, coliflor o alcachofa, aliñado con aceite de oliva y sal. También puede llevar un huevo duro de acompañamiento.  

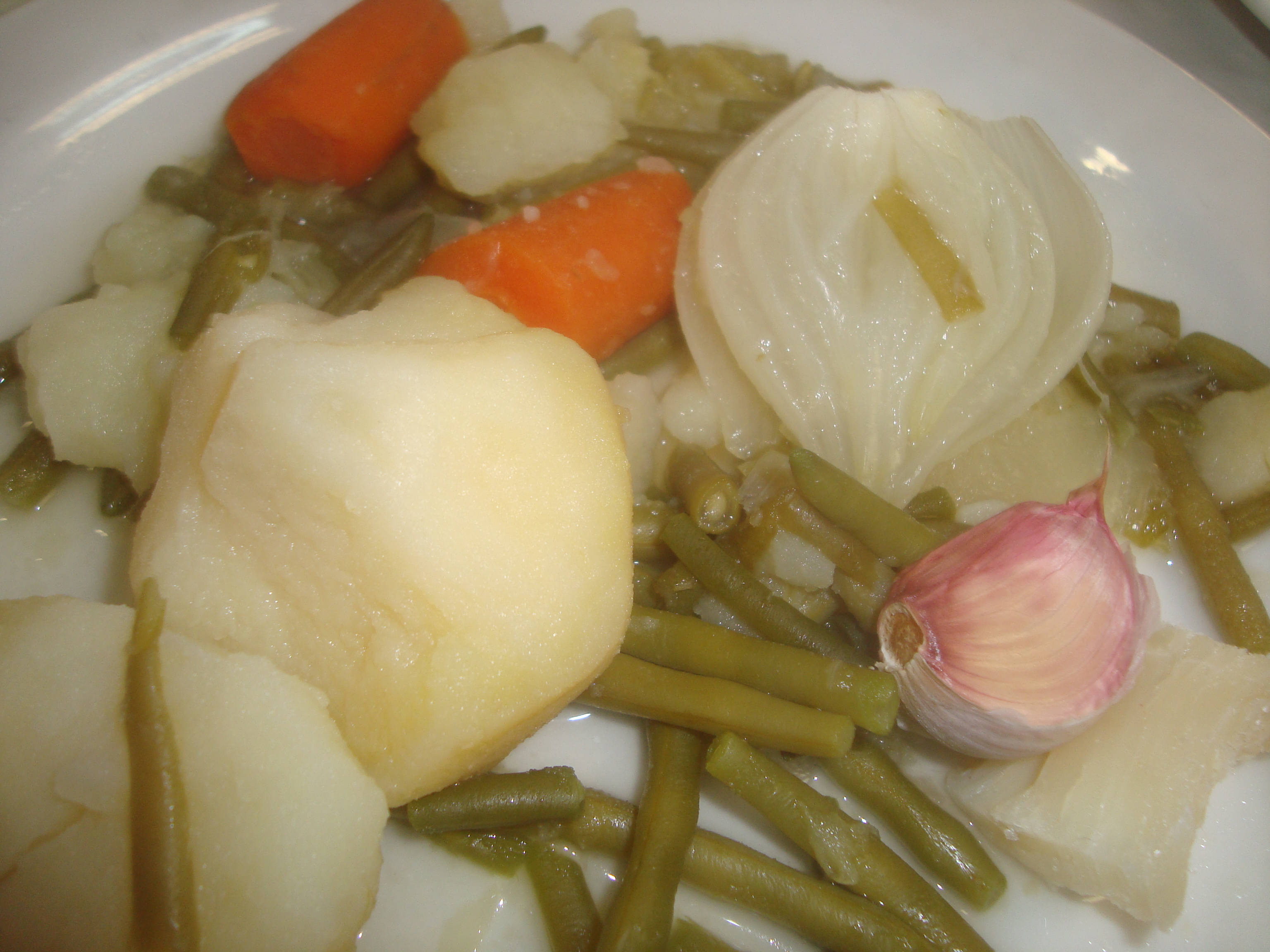
"Bollit", plato de Hervido (Puebla Tornesa, Castellón).

## Véase también

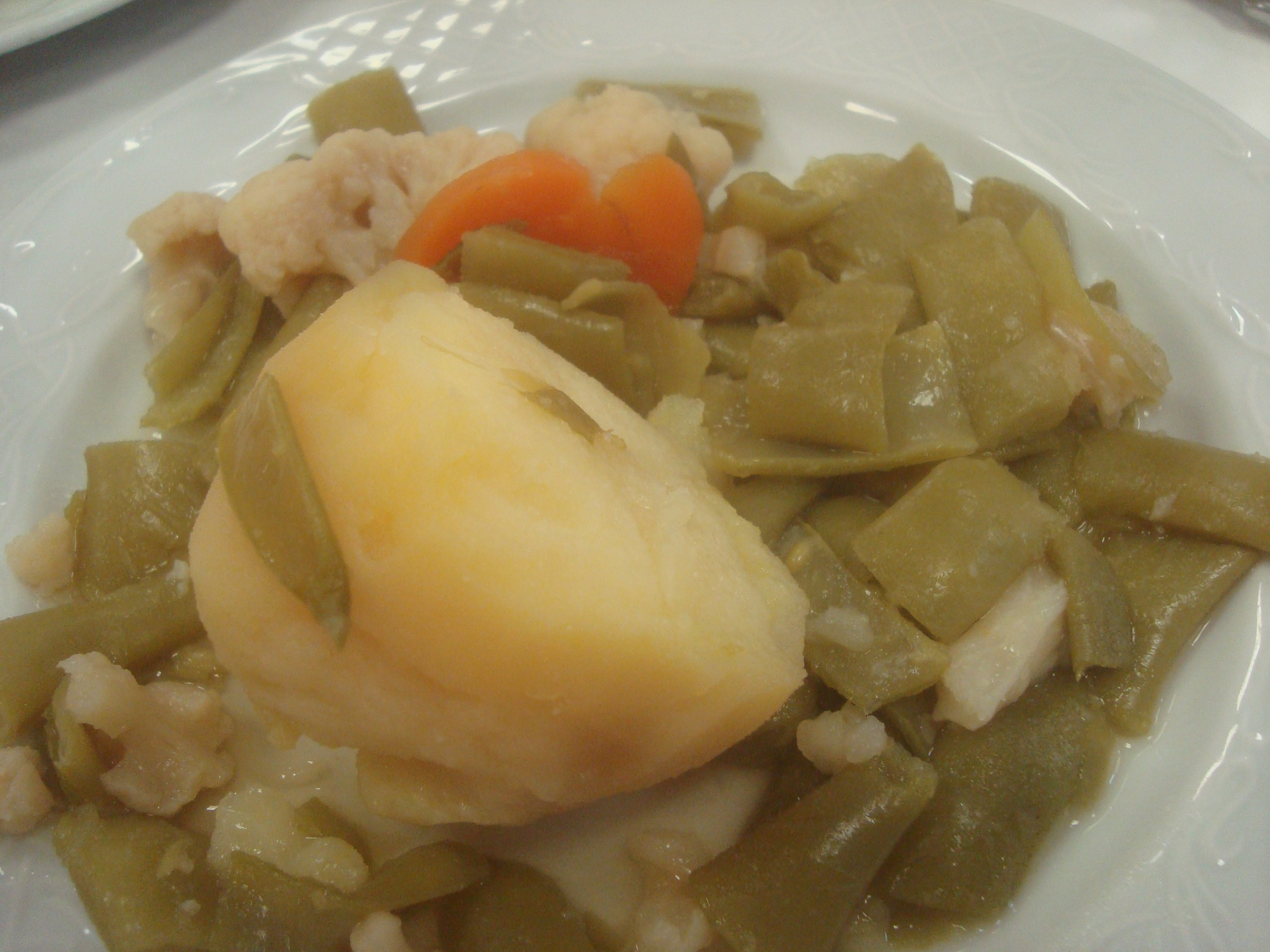
Hervido, plato típico valenciano.